# Sorrento (Olaszország)
Sorrento a Nápolyi-öbölre néző város Dél-Olaszországban, Campania régiójában, Nápoly megyében. Népszerű turisztikai célpont a Sorrentói-félszigeten, a Circumvesuviana vasútvonal délkeleti végállomásán.
Kikötőváros (közigazgatásilag comune) és a Sorrento-Castellammare di Stabia-i főegyházmegye érseki székhelye.

## Fekvése
A Nápolyi-öböl délkeleti partján fekszik. Határai: Massa Lubrense és Sant’Agnello.

## Története

### Az ókori Surrentum
Az ókor során Surrentum a görög Lipara gyarmata volt. Diodórosz római történetíró szerint a várost Liparus, auson király (az ausonok vezére) fia alapította. Ausonust Odüsszeusz és Kirké fiának tartották. Az ókori város valószínűleg kapcsolatban állt az ausonok törzsével.
A legidősebb régészeti leletek az i. e. 6 századból származnak. A rómaiak érkezése előtt a város Nuceria fennhatósága alá tartozott, amelynek szövetségese volt (Stabiae városához hasonlóan), a római polgárháborúk során. Miután sikerült elfoglalniuk, a város római colonia lett. Felvirágzásához hozzájárult az is, hogy Augustus és Tiberius császárok kedvelt üdülőhelye volt a közeli Capri szigete. A városban két jelentősebb római templom volt: az egyik Pallasz Athéné, a másik a szirének tiszteletére (a várost illetve a félszigetet is utánuk nevezték el). Az ókorban Surrentum elsősorban borairól valamint vörös színű agyagedényeiről volt híres, amelyekkel a birodalom legtávolabbi provinciáiban is kereskedett.
Surrentum fekvése rendkívül biztonságos volt, mély hasadékok védték. Az egyetlen természetes védelem nélküli szakasz egy 300 m hosszú rész volt a város délnyugati oldalán. Ezt falak építésével erősítették meg.

### A mai Sorrento
Sorrento 420-ban lett érseki székhely. A Nyugatrómai Birodalom bukása után előbb az osztrogótok, majd pedig a Bizánci Birodalom fennhatósága alá került. A 6. században a longobárdok sikertelenül ostromolták meg. Miután a bizánciak hatalma Dél-Itáliában fokozatosan csökkent Sorrento önálló hercegséggé alakult és a szomszédos Amalfi valamint a szaracénok legfőbb ellenfele lett. 1133-ban II. Roger elfoglalta és beolvasztotta a frissen alapított Szicíliai Királyságba.
1558-ban török kalózok fosztották ki Turgut reisz vezetésével, emiatt egy új védvonalat építettek a város körül. Lakossága, sikertelenül lázadt 1648-ban a Nápolyi Királyság spanyol uralkodói ellen. Noha lakosságának nagy része az 1656-os pestisjárványban elpusztult, mégis a királyság egyik legjelentősebb települése maradt. 1799-ben csatlakozott a tiszavirág életű Parthenopéi Köztársasághoz. A 19. század óta a város gazdasága töretlenül fejlődött, kezdetben a mezőgazdaságnak és kereskedelemnek köszönhetően. Napjainkban már a turizmus a gazdaság vezető ágazata, hiszen Sorrento az egyik legkedveltebb olaszországi turistacélpont.

## Népessége
A népesség számának alakulása:

## Fő látnivalói
- Villa Tritone
- Casa di Cornelia Tasso
- Palazzo Ferola
- Palazzo Correale
- Sant'Onofrio-templom
- Santa Maria del Soccorso-templom
- Santa Anna-templom
- San Francesco-templom
- Madonna del’Addolorata-templom
- SS. Annunziata-templom
- Servi di Maria-templom
- Sant’Antonino-bazilika
- Madonna del Carmine-templom
- Santa Maria della Pietà-templom
- SS. Filippo e Giacomo-katedrális
- SS. Felice e Bacolo (o del SS. Rosario)-templom
- San Paolo-templom
- Santa Maria delle Grazie-templom

## Gazdasága
Az egyik legjelentősebb olaszországi turisztikai célpont. Egyenletes, enyhe éghajlatánál és gyönyörű fekvésénél fogva számos külföldi látogatja és választja téli lakóhelyéül.
Sorrento híres készítménye a limoncello, ami citrom, alkohol, víz és cukor keveréke.

## Közlekedés
Közúton Nápoly felől az SS145, vagy Amalfi irányából az SS163 jelű főúton érhető el. Nápolyból induló Circumvesuviana vasútvonal végállomása. Elérhető hajóval is Nápolyból, illetve Ischia valamint Capri szigetéről. A város központban és annak szűkebb környezetében 9 városi parkolóház, mélygarázs áll rendelkezésre, mellette április-október közötti főszezonban számtalan kisebb magángarázs kínálja szolgáltatását. A kikötő gyalogos megközelítését a városközpontot jelölő Piazza Tourquato Tasso felől egy lépcső is segíti, vagy lift működik a San Francesco templom előtti parkban közvetlenül a strand és kikötő irányába (a lift használat díja felnőttnek 1 euro).

## Híres sorrentóiak
- Itt született Torquato Tasso, a Megszabadított Jeruzsálem című barokk eposz szerzője, akinek tiszteletére márványszobrot emeltek.
- Itt töltötte második emigrációjának nagy részét 1924-1931 között Makszim Gorkij szovjet író